# Ölhävning
Ölhävning är en tävlingsform som går ut på att på kortaste tid dricka en given mängd öl. Tävlingsformen är vanligast på ölfestivaler, till exempel Oktoberfest i München, och liknande festivaler världen över. I Sverige förekommer tävlingsformen ofta i studentikosa sammanhang, inte minst på tekniska högskolor och universitet.

## Tävlingsregler
Några världsomspännande regler finns egentligen inte. Själva tävlingsmomentet går dock oftast ut på att de tävlande på kortast tid ska dricka upp innehållet i en flaska eller ett glas med ett minimalt, ofta i reglerna begränsat, spill. Mängden öl man dricker kan variera från en mindre flaska (till exempel den svenska 33cl-flaskan) upp till den tyska Bierstiefel (ölstövel), som rymmer två liter.

## Världsrekord
Enligt Guinness Rekordbok är världsrekordet för 1-liters ölhävning 1,3 sekunder, satt i USA 1977.

## Ölhävning i Sverige
I Sverige förekommer ölhävning dels i öltält på festivaler, men framför allt i studentsammanhang. Mängden öl man dricker är oftast en halvliter i glas, eller 33 cl i flaska. Flera varianter av tävlingen förekommer, som stafetthäv, där en grupp människor ska dricka flera glas/flaskor efter varandra, t.ex. backhäv, och pallhäv, där en hel ölback respektive lastpall öl ska drickas på kortast tid.